# Буче
Буче је насеље у општини Беране у Црној Гори. Према попису из 2003. било је 1000 становника (према попису из 1991. било је 954 становника).

## Знаменита лица
Рођени у Бучу:
- 1864. црногорски бригадни генерал и управник Плавско - Гусињске области Авро Цемовић
- Тома Јоксимовић , учитељ, активан борац Балканског и Светског рата, одликован већим бројем одликовања, изабран за посланика у Подгоричкој скупштини, која је прокламовала уједињење Црне Горе са Србијом.
- 1913. југословенски генералпуковник Саво Јоксимовић.
- 1928. Момчило Цемовић, друштвено - политички радник и Савезни секретар за финансије СФРЈ.

## Демографија
У насељу Буче живи 733 пунолетна становника, а просечна старост становништва износи 35,6 година (35,4 код мушкараца и 35,8 код жена). У насељу има 267 домаћинстава, а просечан број чланова по домаћинству је 3,75.
Становништво у овом насељу веома је хетерогено.
|  |

| Демографија | Демографија | Демографија |
| Година      | Становника  | Становника  |
| ----------- | ----------- | ----------- |
|             |             |             |
|             |             |             |
|             |             |             |
|             |             |             |
| 1948.       | 792         |             |
| 1953.       | 807         |             |
| 1961.       | 894         |             |
| 1971.       | 956         |             |
| 1981.       | 989         |             |
| 1991.       | 954         | 942         |
| 2003.       | 1.048       | 1.000       |
|             |             |             |
|             |             |             |

| Етнички састав према попису из 2003.‍ | Етнички састав према попису из 2003.‍ | Етнички састав према попису из 2003.‍ | Етнички састав према попису из 2003.‍ | Етнички састав према попису из 2003.‍ |
| ------------------------------------ | ------------------------------------ | ------------------------------------ | ------------------------------------ | ------------------------------------ |
|                                      |                                      |                                      |                                      |                                      |
| Срби                                 | Срби                                 |                                      | 578                                  | 57,8%                                |
| Црногорци                            | Црногорци                            |                                      | 362                                  | 36,2%                                |
| Муслимани                            | Муслимани                            |                                      | 15                                   | 1,5%                                 |
| Хрвати                               | Хрвати                               |                                      | 1                                    | 0,1%                                 |
| непознато                            | непознато                            |                                      | 20                                   | 2,0%                                 |

| \| \| м \| \| \| ж \| \| ? \| 8 \| \| \| 13 \| \| 80+ \| 8 \| \| \| 11 \| \| 75—79 \| 9 \| \| \| 19 \| \| 70—74 \| 22 \| \| \| 18 \| \| 65—69 \| 25 \| \| \| 30 \| \| 60—64 \| 18 \| \| \| 18 \| \| 55—59 \| 17 \| \| \| 13 \| \| 50—54 \| 31 \| \| \| 31 \| \| 45—49 \| 34 \| \| \| 30 \| \| 40—44 \| 44 \| \| \| 34 \| \| 35—39 \| 34 \| \| \| 26 \| \| 30—34 \| 35 \| \| \| 24 \| \| 25—29 \| 33 \| \| \| 35 \| \| 20—24 \| 36 \| \| \| 37 \| \| 15—19 \| 41 \| \| \| 52 \| \| 10—14 \| 31 \| \| \| 46 \| \| 5—9 \| 29 \| \| \| 33 \| \| 0—4 \| 45 \| \| \| 30 \| \| Просек : \| 24 \| \| \| 10 \| |    |  |  |    |
| |    |  |  |    |
| | м  |  |  | ж  |
| ? | 8  |  |  | 13 |
| 80+ | 8  |  |  | 11 |
| 75—79 | 9  |  |  | 19 |
| 70—74 | 22 |  |  | 18 |
| 65—69 | 25 |  |  | 30 |
| 60—64 | 18 |  |  | 18 |
| 55—59 | 17 |  |  | 13 |
| 50—54 | 31 |  |  | 31 |
| 45—49 | 34 |  |  | 30 |
| 40—44 | 44 |  |  | 34 |
| 35—39 | 34 |  |  | 26 |
| 30—34 | 35 |  |  | 24 |
| 25—29 | 33 |  |  | 35 |
| 20—24 | 36 |  |  | 37 |
| 15—19 | 41 |  |  | 52 |
| 10—14 | 31 |  |  | 46 |
| 5—9 | 29 |  |  | 33 |
| 0—4 | 45 |  |  | 30 |
| Просек : | 24 |  |  | 10 |

| Број домаћинстава према пописима из периода 1948—2003. | Број домаћинстава према пописима из периода 1948—2003. | Број домаћинстава према пописима из периода 1948—2003. | Број домаћинстава према пописима из периода 1948—2003. | Број домаћинстава према пописима из периода 1948—2003. | Број домаћинстава према пописима из периода 1948—2003. | Број домаћинстава према пописима из периода 1948—2003. | Број домаћинстава према пописима из периода 1948—2003. |
| Година пописа                                          | 1948.                                                  | 1953.                                                  | 1961.                                                  | 1971.                                                  | 1981.                                                  | 1991.                                                  | 2003.                                                  |
| ------------------------------------------------------ | ------------------------------------------------------ | ------------------------------------------------------ | ------------------------------------------------------ | ------------------------------------------------------ | ------------------------------------------------------ | ------------------------------------------------------ | ------------------------------------------------------ |
| Број домаћинстава                                      | 179                                                    | 178                                                    | 206                                                    | 209                                                    | 231                                                    | 241                                                    | 272                                                    |

| Број домаћинстава по броју чланова према попису из 2003. | Број домаћинстава по броју чланова према попису из 2003. | Број домаћинстава по броју чланова према попису из 2003. | Број домаћинстава по броју чланова према попису из 2003. | Број домаћинстава по броју чланова према попису из 2003. | Број домаћинстава по броју чланова према попису из 2003. | Број домаћинстава по броју чланова према попису из 2003. | Број домаћинстава по броју чланова према попису из 2003. | Број домаћинстава по броју чланова према попису из 2003. | Број домаћинстава по броју чланова према попису из 2003. | Број домаћинстава по броју чланова према попису из 2003. | Број домаћинстава по броју чланова према попису из 2003. |
| Број чланова                                             | 1                                                        | 2                                                        | 3                                                        | 4                                                        | 5                                                        | 6                                                        | 7                                                        | 8                                                        | 9                                                        | 10 и више                                                | Просек                                                   |
| -------------------------------------------------------- | -------------------------------------------------------- | -------------------------------------------------------- | -------------------------------------------------------- | -------------------------------------------------------- | -------------------------------------------------------- | -------------------------------------------------------- | -------------------------------------------------------- | -------------------------------------------------------- | -------------------------------------------------------- | -------------------------------------------------------- | -------------------------------------------------------- |
| Број домаћинстава                                        | 267                                                      | 46                                                       | 38                                                       | 42                                                       | 40                                                       | 50                                                       | 31                                                       | 10                                                       | 5                                                        | 4                                                        | 1                                                        |

| Пол    | Укупно | Неожењен/Неудата | Ожењен/Удата | Удовац/Удовица | Разведен/Разведена | Непознато |
| ------ | ------ | ---------------- | ------------ | -------------- | ------------------ | --------- |
| Мушки  | 395    | 142              | 219          | 19             | 6                  | 9         |
| Женски | 391    | 109              | 210          | 55             | 7                  | 10        |
| УКУПНО | 786    | 251              | 429          | 74             | 13                 | 19        |

| Пол    | Укупно                    | Пољопривреда, лов и шумарство | Рибарство                            | Вађење руде и камена | Прерађивачка индустрија       |
| ------ | ------------------------- | ----------------------------- | ------------------------------------ | -------------------- | ----------------------------- |
| Мушки  | 168                       | 14                            | 1                                    | 2                    | 28                            |
| Женски | 83                        | 3                             | 1                                    | 0                    | 7                             |
| Укупно | 251                       | 17                            | 2                                    | 2                    | 35                            |
|        |                           |                               |                                      |                      |                               |
| Пол    | Производња и снабдевање   | Грађевинарство                | Трговина                             | Хотели и ресторани   | Саобраћај, складиштење и везе |
| Мушки  | 9                         | 1                             | 17                                   | 9                    | 13                            |
| Женски | 0                         | 1                             | 11                                   | 4                    | 1                             |
| Укупно | 9                         | 2                             | 28                                   | 13                   | 14                            |
|        |                           |                               |                                      |                      |                               |
| Пол    | Финансијско посредовање   | Некретнине                    | Државна управа и одбрана             | Образовање           | Здравствени и социјални рад   |
| Мушки  | 2                         | 2                             | 25                                   | 16                   | 14                            |
| Женски | 1                         | 3                             | 6                                    | 19                   | 18                            |
| Укупно | 3                         | 5                             | 31                                   | 35                   | 32                            |
|        |                           |                               |                                      |                      |                               |
| Пол    | Остале услужне активности | Приватна домаћинства          | Екстериторијалне организације и тела | Непознато            | Непознато                     |
| Мушки  | 6                         | 0                             | 0                                    | 9                    | 9                             |
| Женски | 4                         | 0                             | 0                                    | 4                    | 4                             |
| Укупно | 10                        | 0                             | 0                                    | 13                   | 13                            |